# American Wives
American Wives (Army Wives) ou Army Wives au Québec  est une série télévisée américaine en 117 épisodes de 42 minutes créée par Katherine Fugate et diffusée du 3 juin 2007 au 9 juin 2013 sur Lifetime.
En Belgique, la série est diffusée depuis le 3 août 2008 sur RTL-TVI. En France, depuis le 27 novembre 2008 sur TMC, à partir du 13 août 2012 sur TF1, dès le 5 janvier 2015 sur HD1 et depuis le 19 novembre 2018 sur Chérie 25. Au Québec, les deux premières saisons ont été diffusées à partir du 4 janvier 2010 sur la chaîne Historia, puis la série est déménagée sur Séries+ depuis le 4 novembre 2010.

## Synopsis
L'armée a ses codes, les conjoints des soldats ont les leurs… Le quotidien de quatre épouses, et un époux, de militaires sur une base de l'armée américaine à Fort Marshall à North Charleston, en Caroline du Sud.
Roxy (Sally Pressman) accepte la proposition de mariage du soldat de première classe Trevor LeBlanc (Drew Fuller) après l'avoir fréquenté moins d'une semaine, et déménage avec ses deux enfants chez lui. En difficulté dans sa nouvelle vie d'épouse de l'armée, elle prend un emploi de barman. Claudia Joy Holden (Kim Delaney), qui pense que son mari, le colonel Michael Holden (Brian McNamara), a récemment raté une promotion en raison de la politique. Une autre épouse de l'armée, Pamela Moran (Brigid Brannagh), est enceinte de jumeaux; elle est secrètement une mère porteuse pour sortir sa famille de la dette. Le mari de Pamela, Chase (Jeremy Davidson (en)), est un sous-officier affecté à l'unité d'opérations spéciales très secrète et fréquemment déployée Delta Force. Pendant ce temps, le psychiatre Roland Burton (Sterling K. Brown) tente de renouer avec sa femme, le lieutenant-colonel Joan Burton (Wendy Davis), qui vient de rentrer d'Afghanistan. Denise Sherwood (Catherine Bell), une amie de longue date de Claudia, s'occupe des problèmes de colère de son fils Jeremy (Richard Bryant (en)), et son mari strict, le major Frank Sherwood (Terry Serpico), est sur le point d'être déployé.
Le groupe improbable se lie quand Pamela entre inopinément en travail lors du goûter des femmes de Claudia, et accouche ensuite sur la table de billard du bar où Roxy travaille. Ne voulant pas que tout le monde connaisse la situation financière désastreuse de sa famille, Pamela compte sur ces nouveaux amis pour éviter que sa maternité de substitution ne soit exposée.
À mesure que la première saison progresse, les quatre femmes et Roland deviennent tous des amis proches. Avec leurs conjoints et autres personnages, ils sont confrontés à des problèmes tels que les déploiements, les abus, les situations d'otage, la tromperie, le trouble de stress post-traumatique, la mort et la perte d'amis et de proches au combat, l'homophobie dans l'armée, les problèmes financiers, l'alcool, la prescription ou la toxicomanie.

## Fiche technique
- Titre original et québécois : Army Wives
- Titre français : American Wives
- Création : Katherine Fugate (en)
- Réalisation : Katherine Fugate, Deborah Spera, Mark Gordon
- Musique : Marc Fantini et Steffan Fantini
- Pays d'origine :  États-Unis
- Langue originale : anglais
- Format : couleur - 35 mm - 1,78:1 - son Dolby Digital
- Genre : Drame, Soap
- Durée : 42 minutes par épisode

 Sauf indication contraire, les informations mentionnées dans cette section peuvent être confirmées par la base de données cinématographiques IMDb,  présente dans la section « Liens externes ».

## Distribution

### Acteurs principaux
- Catherine Bell (VF : Clara Borras) : Denise Sherwood
- Brian McNamara (VF : Michel Dodane) : le général Michael James Holden
- Wendy Davis (VF : Sophie Riffont) : le colonel Joan Burton
- Kelli Williams (VF : Laura Préjean) : Jackie Clarke (saisons 6 et 7)
- McCarrie McCausland (VF : Tom Trouffier) : David Burton (récurrent saison 5, principal saisons 6 et 7)
- Alyssa Diaz (VF : Jessica Monceau) : Gloria Cruz (saisons 6 et 7)
- Joseph Julian Soria (en) (VF : Franck Lorrain) : Hector Cruz (saisons 6 et 7)
- Torrey DeVitto (VF : Véronique Desmadryl) : Maggie Hall (saison 7)
- Ashanti S. Douglas (VF : Géraldine Asselin) : Latasha Montclair (saison 7)
- Elle McLemore (VF : Karine Foviau) : Holly Truman (saison 7)
- Brooke Shields (VF : Rafaèle Moutier) : le Colonel de l'Air Force Katherine « Kat » Young (saison 7)

#### Acteurs principaux ayant quitté la série
- Kim Delaney (VF : Véronique Augereau) : Claudia Joy Holden (saisons 1 à 6)
- Drew Fuller (VF : Yoann Sover) : le soldat, puis sergent, puis sergent chef, puis lieutenant Trevor LeBlanc (saisons 1 à 6)
- Sally Pressman (VF : Sauvane Delanoë) : Roxanne « Roxy » Marie LeBlanc (saisons 1 à 6, invitée saison 7)
- Brigid Brannagh (VF : Vanina Pradier) : Pamela Moran (saisons 1 à 5, récurrente saison 6 et invitée saison 7)
- Sterling K. Brown (VF : Frantz Confiac) : le Dr Roland Burton (saisons 1 à 6, récurrent saison 7)
- Erin Krakow (VF : Céline Ronté) : SPC Tanya Gabriel (récurrente saisons 4 et 5, principale saison 6)
- Terry Serpico (VF : Pierre Laurent) : le Colonel Frank Sherwood (récurrent saisons 1-2 et 7, principal saisons 3 à 6)

### Acteurs récurrents
- Gigi Rice (VF : Claire Conti) : Marda Brooks (saison 1)
- Jeremy Davidson (en) (VF : David Krüger) : le sergent Chase Moran (saisons 1 à 5, invité saison 6)
- John Allen White Jr. (VF : Victor Quilichini) : Finn LeBlanc (saisons 1 à 6)
- Luke Bartelme (VF : Jérémy Berguig) : Toby Jack « T.J. » LeBlanc #1 (saisons 1 à 4)
- Richard Bryant (acteur) (en) (VF : Maël Davan-Soulas) : Jeremy Sherwood (saisons 1 à 5, mort au combat)
- Caroline Pires (VF : Camille Donda) : Emmalin Holden #1 (saison 1)
- Patricia French (VF : Frédérique Cantrel) : Betty Camden (saisons 1 et 2)
- Michael Harding (VF : Patrick Préjean) : Général Ted Baker (saison 1)
- Kate Kneeland (VF : Véronique Alycia) : Marilyn Polarski (saison 1)
- Kim Allen (VF : Kelly Marot) : Amanda Joy Holden (saison 1)
- Seamus Dever (VF : Pierre Tessier) : Dr Chris « Ghetti » Fehrlingetti (saison 2)
- Matthew Glave (VF : Mathieu Buscatto) : le lieutenant-colonel Evan Connor (saison 2)
- Pablo Schreiber (VF : Mark Lesser) : Tim (saison 2)
- Mayte Garcia (VF : Natacha Muller) : Jennifer Connor (saison 2)
- Paul Wesley (VF : Fabrice Trojani) : le soldat Logan Atwater (saison 2)
- Kelly Hu (VF : Barbara Delsol) : Jordana Davis (saison 2)
- Tonya Pinkins (VF : Patricia Piazza) : Viola Crawford (saison 3)
- Clifton Powell (VF : Rody Benghezala) : Terrence Price (saison 3)
- Aleene Khoury (VF : Lisa Caruso) : Haneen Naji (saison 3)
- Sonequa Martin-Green (VF : Olivia Luccioni) : Kanessa Jones (saison 3)
- Michael Nouri (VF : Guy Chapellier) : le général Walter Ludwig (saison 4)
- Rhoda Griffis (VF : Pauline Larrieu) : Lenore Baker Ludwig (saisons 1 et 4)
- Connor Christie (VF : Jérémy Berguig) : Toby Jack « T.J. » LeBlanc #2 (saisons 5 et 6)
- Jake Johnson : Lucas Moran (saisons 1 à 6)
- Chloe J. Taylor : Katerine « Katie » Eileen Moran (saisons 1 à 6)
- Jesse McCartney : Tim Truman (saison 7)
- Brant Daugherty : Patrick Clarke (saison 7)

### Invités
- Katelyn Pippy (VF : Camille Donda) : Emmalin Holden #2 (saisons 2 à 4, invitée depuis la saison 5)
- Joseph W. Westphal (en), sous-secrétaire à la Défense (sous-secrétaire à l'US Army), jouant son propre rôle, dans l'épisode 6x19.
- George William Casey Jr., général, ancien chef d'état-major de l'US Army, dans son propre rôle (épisode 6x19).
- Dr Jill Biden, femme du vice-président (Second wife) dans son propre rôle[5] (épisode 4x16).

Version française
- Société de doublage : Dubbing Brothers[6]
- Direction artistique : Danièle Bachelet, adaptation des dialogues : Ghislaine Gozès, Myriam Mounard et Sandrine Chevalier[6].

Source VF : Doublage Séries Database

## Production
À la fin août 2006, Lifetime commande un pilote. La semaine suivante, la production nomme Kim Delaney, Brigid Brannagh et Catherine Bell comme têtes d'affiche de la série.
Fin novembre, Lifetime commande treize épisodes de la série, et le reste de la distribution est dévoilé, soit Sally Pressman, Brian McNamara, Sterling K. Brown, Wendy Davis et Drew Fuller.
La diffusion du pilote a attiré 3,5 millions de téléspectateurs. En raison des bonnes audiences avec les épisodes suivants, la série est renouvelée pour une deuxième saison de 18 épisodes le 12 juillet 2007 qui est diffusée à partir du 8 juin 2008.
Le 11 juillet 2008, la série est renouvelée pour une troisième saison de 18 épisodes, diffusée à partir du 7 juin 2009.
La quatrième saison de 18 épisodes a été commandée le 24 février 2009, soit trois mois avant même la diffusion de la troisième saison. Elle est diffusée plus tôt, à partir du 11 avril 2010.
En juin 2010, un pilote pour une série dérivée centrée sur Pamela Moran (Brigid Brannagh) est commandé, auquel s'ajoute Gabrielle Union. Ce backdoor pilot a été diffusé en tant que 17e épisode de la quatrième saison. Lifetime décide en septembre de ne pas continuer le projet.
Le 23 septembre 2010, la série est renouvelée pour une cinquième saison, de treize épisodes, diffusée à partir du 6 mars 2011.
Le 3 mai 2011, Lifetime a renouvelé la série pour une sixième saison de treize épisodes, puis en novembre, commande dix épisodes supplémentaires. En octobre, Kelli Williams décroche un rôle récurrent, devenu régulier en février 2012. Cette saison a été diffusée à partir du 4 mars 2012.
Le 21 septembre 2012, Lifetime a renouvelé la série pour une septième saison de treize épisodes, dont Kim Delaney ne fera pas partie, et marquera le départ de Sally Pressman. En novembre, la production engage Torrey DeVitto, Ashanti et Elle McLemore, suivies en janvier par Brooke Shields. Cette saison a été diffusée à partir du 10 mars 2013.
Le 24 septembre 2013, La série est annulée, mais une rétrospective de deux heures a été montée et diffusée le 16 mars 2014.

## Diffusion internationale
Tableau de diffusion internationale de la série American Wives
| Pays de diffusion | Chaîne de diffusion           |
| ----------------- | ----------------------------- |
| Australie         | Channel Ten                   |
| Belgique          | BeTV, RTL-TVI                 |
| Espagne           | Cosmopolitan TV España        |
| États-Unis        | Lifetime                      |
| Islande           | TG4                           |
| Israël            | Yes stars drama               |
| Italie            | Rai Due                       |
| France            | TF1, TMC, NT1, HD1, Chérie 25 |
| Russie            | Fox Life                      |
| Pays-Bas          | NET 5                         |
| Suède             | TV4 plus                      |
| Nouvelle-Zélande  | TV2                           |

## Autour de la série
- Les premiers épisodes de cette série ont réalisé un bon taux d'audience.
- Bien que la série soit basée sur le livre du même nom, des différences significatives existent. Par exemple, dans le livre, Claudia perd son mari dans un accident d'hélicoptère lors d'une mission pour retrouver les restes de soldats au Viêt Nam.
- La série est annulée par la chaîne Lifetime après sept saisons, en raison des audiences en baisse depuis le départ de nombreux acteurs principaux lors de la précédente saison. La chaîne a annoncé une rétrospective avec l'ensemble des acteurs en 2014 du fait que la série n'ait pas de réelle fin.